# Пряхин, Иван Савельевич
Иван Савельевич Пряхин (1922—1983) — советский военный. Участник Великой Отечественной войны. Герой Советского Союза (1943). Лейтенант.

## Биография
Иван Савельевич Пряхин родился 30 декабря 1922 года в селе Шокша Темниковского уезда Тамбовской губернии РСФСР СССР (ныне село Теньгушевского района Республики Мордовия Российской Федерации) в крестьянской семье. Мордвин-шокша. Окончил начальную школу. Трудился в сельском хозяйстве. В 1938 Иван Савельевич переехал в город Ковров Ивановской области. Работал землекопом в Ковровской стройконторе Ивановского строительного треста, дорожным рабочим в строительно-монтажной конторе Горьковской железной дороги, разнорабочим на Ковровском заводе № 2 имени К. О. Киркижа.
Осенью 1941 года немецко-фашистские войска рвались к Москве, и советское правительство приняло решение о подготовке Ковровского пулемётного завода к эвакуации. И. С. Пряхин в составе группы рабочих завода был направлен в Тюмень для подготовки промышленной площадки, на которой должны были разместиться заводские цеха. В ходе Московской битвы враг был отброшен от стен столицы, и эвакуировать предприятие не потребовалось. В феврале 1942 года Тюменским районным военкоматом Омской области И. С. Пряхин был призван в ряды Рабоче-крестьянской Красной Армии. Иван Савельевич окончил школу младших командиров, после чего был направлен в Сухой Лог, где шло формирование 167-й стрелковой дивизии, и был назначен на должность наводчика станкового пулемёта пулемётной роты 520-го стрелкового полка. 2 июля 1942 года 167-я стрелковая дивизия прибыла на Воронежский фронт и была включена в оперативную группу генерал-лейтенанта Н. Е. Чибисова. Боевое крещение Иван Савельевич принял 21 июля 1942 года в бою под Малой Верейкой. С началом Воронежско-Ворошиловградской оборонительной операции части дивизии заняли оборону севернее Воронежа у села Большая Верейка, и удерживали занимаемые позиции до начала 1943 года в составе 38-й армии. К началу Воронежско-Касторненской операции Иван Савельевич был уже командиром пулемётного расчёта.
Зимой 1943 года сержант И. С. Пряхин принимал участие в операции по окружению и ликвидации частей 2-й армии вермахта под Касторной, затем сражался в Третьей битве за Харьков. С марта 1943 года 1943 года 167-я стрелковая дивизия оборонялась на юго-западном фасе Курской дуги в Сумском районе Сумской области. К лету 1943 года Иван Савельевич был произведён в старшие сержанты и принял под командование пулемётное отделение 3-го стрелкового батальона своего полка. Батальон в полном составе отличился 19 июня 1943 года в бою за село Битица, продемонстрировав образцы стойкости и мужества при отражении атаки численно превосходивших сил врага. Многие бойцы батальона были награждены медалями «За отвагу», в том числе и старший сержант И. С. Пряхин, огнём своего пулемёта уничтоживший 27 солдат вермахта и вражескую огневую точку. В августе 1943 года Иван Савельевич принимал участие в Белгородско-Харьковской наступательной операции, в ходе которой 167-я стрелковая дивизия прорвала оборону противника в районе села Великая Чернетчина и вышла на рубеж реки Псёл, прикрыв правый фланг наступающих сил Воронежского фронта. Старший сержант И. С. Пряхин особо отличился в Битве за Днепр.
Разгромив немецко-фашистские войска Курской битве, Красная Армия практически без паузы начала операцию по освобождению Левобережной Украины, в рамках которой войска Воронежского фронта провели Сумско-Прилукскую фронтовую операцию. 1 сентября 1943 года пулемётная рота 520-го стрелкового полка в числе первых форсировала реку Псёл у села Великая Чернетчина и заняла высоты у села Зелёный Гай, обеспечив переправу основных сил своего полка. 2 сентября 1943 года полк штурмом овладел хутором Топали севернее Сум, создав условия для успешного проведения операции по охвату города с севера. Оказавшись под угрозой окружения, противник начал стремительный отвод войск из областного центра, в результате чего Сумы были полностью освобождены. Организованное сопротивление немецкие войска смогли оказать только на подступах к городу Ромны. Во время ожесточённого боя под Ромнами 15 сентября 1943 года старший сержант И. С. Пряхин со своим отделением сумел вплотную подобраться к позициям противника и шквальным огнём пулемётов уничтожил до 30 вражеских солдат. Немцы взяли горстку смельчаков в кольцо, но пулемётчики Пряхина за счёт правильно организованного огня легко вышли из окружения, не потеряв при этом ни одного бойца и полностью сохранив материальную часть. На ближних подступах к Ромнам противник на безымянной высоте оборудовал ДЗОТ, который вёл беспрерывный огонь по подразделениям полка, препятствуя их продвижению вперёд. Уничтожить вражескую огневую точку вызвался старший сержант Пряхин. Иван Савельевич под ураганным огнём сумел подобраться к ДЗОТу и уничтожить его гранатами. Вечером 15 сентября 1943 года 3-й стрелковый батальон форсировали реку Сулу и завязал бой на окраине города. Закрепиться в городской черте ему мешала огневая точка, которую противник оборудовал на чердаке одного из домов. Выдвинувшись на линию огня, Иван Савельевич ответным огнём уничтожил вражеский пулемёт вместе с расчётом, чем дал возможность батальону закрепиться на городской окраине. Стремясь выбить советские части из города, немцы предприняли яростную контратаку. На участке, где оборонялось отделение старшего сержанта И. С. Пряхина, противник бросил в бой до роты пехоты, но несмотря на численное превосходство не смог продвинуться ни на шаг. За счёт правильной расстановки огневых средств и стойкости личного состава Иван Савельевич со своими бойцами удержал занимаемые рубежи до подхода основных сил полка. К полуночи 15 сентября 1943 года город Ромны был полностью очищен от немецко-фашистских захватчиков.
Преследуя отступающего противника, подразделения 38-й армии в конце сентября 1943 года вышли к Днепру и разгромили остатки оборонявшихся на левом берегу реки немецко-фашистских войск численностью до семи дивизий в районе Дарницы. В ночь на 2 октября 1943 года в числе первых старший сержант И. С. Пряхин со своим отделением форсировал Днепр у села Вышгород. При захвате плацдарма он огнём из пулемёта уничтожил свыше 50 солдат противника и подавил огонь четырёх огневых точек. Отделение старшего сержанта Пряхина прочно закрепилось на захваченном плацдарме, что позволило основным силам 3-го стрелкового батальона форсировать Днепр с минимальными потерями. За успешное форсирование реки Днепр, прочное закрепление плацдарма на западном берегу реки Днепр и проявленные при этом отвагу и геройство указом Президиума Верховного Совета СССР от 13 ноября 1943 года старшему сержанту Пряхину Ивану Савельевичу было присвоено звание Героя Советского Союза.
О награждении Иван Савельевич узнал во время выписки из медсанбата, куда он попал после ранения, полученного 11 октября 1943 года в бою под Новыми Петровцами. И. С. Пряхина направили на краткосрочные армейские курсы младших лейтенантов, по окончании которых вернулся в свой полк и принял под командование взвод пулемётной роты 3-го стрелкового батальона. Но проявить себя в новой должности Ивану Савельевичу сразу не удалось. В первом же бою 11 февраля 1944 года он был ранен и вновь оказался на больничной койке. После излечения он вернулся в свою часть, воевавшую в составе 1-й гвардейской армии 1-го Украинского фронта, и принимал участие в Проскуровско-Черновицкой операции. В период подготовки летнего наступления Красной Армии в Западной Украине 520-й стрелковый полк 167-й стрелковой дивизии вёл позиционные бои в Чортковском районе Тарнопольской области. 26 июня 1944 года младший лейтенант И. С. Пряхин принимал участие в разведке боем у села Палашовка. Когда противник контратаковал участвовавшие в разведке подразделения, пулемётчики Пряхина шквальным огнём прикрыли отход своих частей и сорвали наступление врага, истребив до 40 солдат и офицеров неприятеля.
5 августа 1944 года 1-я гвардейская армия была передана 4-му Украинскому фронту. В ходе Львовско-Сандомирской операции Иван Савельевич со своими бойцами участвовал в освобождении города Дрогобыч. Затем он сражался на территории Чехословакии и южной Польши, приняв участие в Восточно-Карпатской, Западно-Карпатской и Моравско-Остравской операциях, в составе своего подразделения освобождал города Новы-Тарг и Моравска-Острава. Боевой путь Иван Савельевич завершил 9 мая 1945 года в освобождённой Праге. В феврале 1946 года лейтенант И. С. Пряхин уволился в запас. Некоторое время он жил в селе Шокша Мордовской АССР, а в 1954 году с семьёй переехал в город Владимир. Умер Иван Савельевич 13 июня 1983 года. Похоронен во Владимире на Улыбышевском кладбище.

## Награды
- Медаль «Золотая Звезда» (13.11.1943);
- орден Ленина (13.11.1943);
- орден Красной Звезды (09.07.1944);
- медали, в том числе:
  - медаль «За отвагу» (03.07.1943).

## Память
- Мемориальная доска с барельефом Героя Советского Союза И. С. Пряхина установлена на мемориальном комплексе «Вечный огонь» в городе Владимире.
- Памятная стела в честь Героя Советского Союза И. С. Пряхина установлена на Площади Победы в городе Коврове Владимирской области.

## Документы
- Общедоступный электронный банк документов «Подвиг Народа в Великой Отечественной войне 1941—1945 гг.» Дата обращения: 25 июня 2013. Архивировано из оригинала 13 марта 2012 года.

Представление к званию Героя Советского Союза и указ ПВС СССР о присвоении звания. Дата обращения: 25 июня 2013. Архивировано 30 июня 2013 года.
Орден Красной Звезды (наградной лист и приказ о награждении). Дата обращения: 25 июня 2013. Архивировано 30 июня 2013 года.
Медаль «За отвагу» (приказ о награждении). Дата обращения: 25 июня 2013. Архивировано 30 июня 2013 года.